# Thai League Cup 2017
Der Thai League Cup 2017 war die achte Saison in der zweiten Ära eines Fußballwettbewerbs in Thailand. Das Turnier wurde von Toyota gesponsert und war daher auch als Toyota League Cup (thailändisch โตโยต้า ลีกคัพ) bekannt. 71 Vereine nahmen an dem Turnier teil. Das Turnier begann mit der ersten Qualifikationsrunde am 1. März 2017 und wurde mit dem Finale am 22. November 2017 abgeschlossen.
Das Preisgeld für den Sieger soll rund 5 Millionen Baht betragen, der Zweitplatzierte wird rund 1 Million Baht erhalten. Das fairste Team erhielt einen Toyota Hilux Vigo, der wertvollster Spieler erhielt einen Toyota Camry Hybrid.

## Termine
| Runde                  | Datum              |
| ---------------------- | ------------------ |
| 1. Qualifikationsrunde | 1. März 2017       |
| 2. Qualifikationsrunde | 15. März 2017      |
| Play-off-Qualifikation | 22./23. April 2017 |
| 1. Runde               | 26. Juli 2017      |
| Achtelfinale           | 1. Oktober 2017    |
| Viertelfinale          | 11. Oktober 2017   |
| Halbfinale             | 4. November 2017   |
| Finale                 | 22. November 2017  |

## Spiele

### 1. Qualifikationsrunde

#### Upper Region
| Datum                     |                             | Ergebnis              |                                   |
| ------------------------- | --------------------------- | --------------------- | --------------------------------- |
| 1. März 2017 um 15:30 Uhr | Muang Loei United FC (T4)   | 2:0                   | Uttaradit FC (T4)                 |
| 1. März 2017 um 16:00 Uhr | Kamphaengphet FC (T3)       | 3:2 n. V.             | Phitsanulok FC (T4)               |
| 1. März 2017 um 16:00 Uhr | Chiangrai City FC (T4)      | 1:2                   | Surin City FC (T4)                |
| 1. März 2017 um 18:00 Uhr | Nakhon Sawan FC (T4)        | 1:4                   | Kopoon Warrior FC (T4)            |
| 1. März 2017 um 18:00 Uhr | JL Chiangmai United FC (T4) | 1:1 n. V. (4:5 i. E.) | Bangkok Christian College FC (T4) |
| 1. März 2017 um 18:00 Uhr | Ayutthaya United FC (T3)    | 4:1                   | Khon Kaen FC (T3)                 |
| 1. März 2017 um 18:00 Uhr | Kalasin FC (T3)             | 5:0                   | Singburi Bangrajun FC (T3)        |
| 1. März 2017 um 18:00 Uhr | Tak City FC (T4)            | 5:3                   | Phayao FC (T3)                    |
| 1. März 2017 um 18:00 Uhr | Lamphun Warrior FC (T3)     | 1:0 n. V.             | Nan FC (T4)                       |

T1 = Thai League, T2 = Thai League 2, T3 = Thai League 3, T4 = Thai League 4

#### Lower Region
| Datum                     |                                 | Ergebnis              |                             |
| ------------------------- | ------------------------------- | --------------------- | --------------------------- |
| 1. März 2017 um 15:30 Uhr | Chachoengsao Hi-Tek FC (T3)     | 0:1                   | Yala United FC (T4)         |
| 1. März 2017 um 15:30 Uhr | Kabin United FC (T4)            | 1:1 n. V. (4:5 i. E.) | Samut Prakan FC (T4)        |
| 1. März 2017 um 15:30 Uhr | Pattani FC (T4)                 | 1:0                   | Nonthaburi FC (T4)          |
| 1. März 2017 um 16:00 Uhr | IPE Samut Sakhon United FC (T4) | 1:1 n. V. (3:4 i. E.) | Marines Eureka FC (T4)      |
| 1. März 2017 um 16:00 Uhr | Banbueng FC (T3)                | 3:2                   | Phattalung FC (T4)          |
| 1. März 2017 um 16:30 Uhr | Ranong United FC (T3)           | 1:2                   | Samut Prakan United FC (T4) |
| 1. März 2017 um 18:00 Uhr | Trang FC (T3)                   | 2:0                   | Sakaeo FC (T3)              |
| 1. März 2017 um 18:00 Uhr | Pluakdaeng United FC (T4)       | 1:0                   | Satun United FC (T4)        |
| 1. März 2017 um 18:00 Uhr | Royal Thai Fleet FC (T4)        | 0:0 n. V. (2:4 i. E.) | BTU United FC (T4)          |
| 1. März 2017 um 19:00 Uhr | Pattaya FC (T4)                 | 0:0 n. V. (3:7)       | Krung Thonburi FC (T3)      |

T1 = Thai League, T2 = Thai League 2, T3 = Thai League 3, T4 = Thai League 4

### 2. Qualifikationsrunde

#### Upper Region
| Datum                      |                         | Ergebnis  |                                   |
| -------------------------- | ----------------------- | --------- | --------------------------------- |
| 15. März 2017 um 16:00 Uhr | Kamphaengphet FC (T3)   | 1:0       | Muang Loei United FC (T4)         |
| 15. März 2017 um 18:00 Uhr | Surin City FC (T4)      | 0:2       | Ayutthaya United FC (T3)          |
| 15. März 2017 um 18:00 Uhr | Kalasin FC (T3)         | 3:2 n. V. | Kopoon Warrior FC (T4)            |
| 15. März 2017 um 18:00 Uhr | Tak City FC (T4)        | 0:1       | Phrae United FC (T3)              |
| 15. März 2017 um 19:00 Uhr | Lamphun Warrior FC (T3) | 1:0       | Bangkok Christian College FC (T4) |

T1 = Thai League, T2 = Thai League 2, T3 = Thai League 3, T4 = Thai League 4

#### Lower Region
| Datum                      |                        | Ergebnis              |                             |
| -------------------------- | ---------------------- | --------------------- | --------------------------- |
| 15. März 2017 um 15:30 Uhr | Krung Thonburi FC (T3) | 0:1                   | Samut Prakan United FC (T4) |
| 15. März 2017 um 15:30 Uhr | Yala United FC (T4)    | 2:1                   | Samut Prakan FC (T4)        |
| 15. März 2017 um 15:30 Uhr | Marines Eureka FC (T4) | 2:2 n. V. (5:3 i. E.) | Pattani FC (T4)             |
| 15. März 2017 um 18:00 Uhr | Trang FC (T3)          | 2:1                   | Pluakdaeng United FC (T4)   |
| 15. März 2017 um 18:00 Uhr | BTU United FC (T4)     | 2:1                   | Banbueng FC (T3)            |

T1 = Thai League, T2 = Thai League 2, T3 = Thai League 3, T4 = Thai League 4

### Play-off-Qualifikation
| Datum                       |                         | Ergebnis              |                          |
| --------------------------- | ----------------------- | --------------------- | ------------------------ |
| 22. April 2017 um 18:00 Uhr | Lamphun Warrior FC (T3) | 2:1                   | Samut Songkhram FC (T2)  |
| 22. April 2017 um 18:00 Uhr | PT Prachuap FC (T2)     | 1:0                   | Krabi FC (T2)            |
| 22. April 2017 um 18:00 Uhr | Air Force Central (T2)  | 2:1                   | Kasetsart FC (T2)        |
| 22. April 2017 um 18:00 Uhr | PTT Rayong FC (T2)      | 1:0                   | BBCU FC (T2)             |
| 22. April 2017 um 18:00 Uhr | BTU United FC (T4)      | 1:2                   | Army United (T2)         |
| 23. April 2017 um 15:30 Uhr | Yala United FC (T4)     | 0:2                   | Chiangmai FC (T2)        |
| 23. April 2017 um 15:30 Uhr | Marines Eureka FC (T4)  | 0:1                   | Rayong FC (T2)           |
| 23. April 2017 um 18:00 Uhr | Trang FC (T3)           | 1:0                   | Lampang FC (T2)          |
| 23. April 2017 um 18:00 Uhr | Bangkok FC (T2)         | 2:3 n. V.             | Nongbua Pitchaya FC (T2) |
| 23. April 2017 um 18:00 Uhr | Phrae United FC (T3)    | 0:0 n. V. (4:5 i. E.) | Chainat Hornbill FC (T2) |

T1 = Thai League, T2 = Thai League 2, T3 = Thai League 3, T4 = Thai League 4

### 1. Runde
| Datum                      |                             | Ergebnis              |                                  |
| -------------------------- | --------------------------- | --------------------- | -------------------------------- |
| 26. Juli 2017 um 15:30 Uhr | Kamphaengphet FC (T3)       | 0:1                   | Sukhothai FC (T1)                |
| 26. Juli 2017 um 15:30 Uhr | Samut Prakan United FC (T4) | 0:4                   | Pattaya United (T1)              |
| 26. Juli 2017 um 18:00 Uhr | Nongbua Pitchaya FC (T2)    | 1:0                   | Nakhon Ratchasima FC (T1)        |
| 26. Juli 2017 um 18:00 Uhr | PTT Rayong FC (T2)          | 4:0                   | Super Power Samut Prakan FC (T1) |
| 26. Juli 2017 um 18:00 Uhr | Trang FC (T3)               | 1:3                   | Chiangrai United (T1)            |
| 26. Juli 2017 um 18:00 Uhr | Kalasin FC (T3)             | 0:2                   | BEC Tero Sasana FC (T1)          |
| 26. Juli 2017 um 18:00 Uhr | Army United (T2)            | 0:3                   | Bangkok United (T1)              |
| 26. Juli 2017 um 18:00 Uhr | Air Force Central (T2)      | 2:0 n. V.             | Thai Honda Ladkrabang (T1)       |
| 26. Juli 2017 um 18:00 Uhr | PT Prachuap FC (T2)         | 2:1 n. V.             | Suphanburi FC (T1)               |
| 26. Juli 2017 um 18:30 Uhr | Ayutthaya United FC (T3)    | 1:2 n. V.             | Port FC (T1)                     |
| 26. Juli 2017 um 19:00 Uhr | Muangthong United (T1)      | 5:2                   | Bangkok Glass (T1)               |
| 26. Juli 2017 um 19:00 Uhr | Lamphun Warrior FC (T3)     | 0:4                   | Ratchaburi Mitr Phol (T1)        |
| 26. Juli 2017 um 19:00 Uhr | Chiangmai FC (T2)           | 2:2 n. V. (2:4 i. E.) | Chonburi FC (T1)                 |
| 26. Juli 2017 um 19:00 Uhr | Rayong FC (T2)              | 2:1                   | Navy FC (T1)                     |
| 26. Juli 2017 um 19:00 Uhr | Chainat Hornbill FC (T2)    | 1:2                   | Buriram United (T1)              |
| 26. Juli 2017 um 21:00 Uhr | Ubon UMT United (T1)        | 3:0                   | Sisaket FC (T1)                  |

T1 = Thai League, T2 = Thai League 2, T3 = Thai League 3, T4 = Thai League 4

### Achtelfinale
| Datum                        |                          | Ergebnis              |                           |
| ---------------------------- | ------------------------ | --------------------- | ------------------------- |
| 1. Oktober 2017 um 18:00 Uhr | Nongbua Pitchaya FC (T2) | 0:0 n. V. (2:3 i. E.) | Ubon UMT United (T1)      |
| 1. Oktober 2017 um 18:00 Uhr | Air Force Central (T2)   | 2:1 n. V.             | Port FC (T1)              |
| 1. Oktober 2017 um 18:00 Uhr | PTT Rayong FC (T2)       | 1:2                   | Ratchaburi Mitr Phol (T1) |
| 1. Oktober 2017 um 18:00 Uhr | PT Prachuap FC (T2)      | 1:1 n. V. (3:4 i. E.) | BEC Tero Sasana FC (T1)   |
| 1. Oktober 2017 um 19:00 Uhr | Chonburi FC (T1)         | 1:1 n. V. (4:5 i. E.) | Buriram United (T1)       |
| 1. Oktober 2017 um 19:00 Uhr | Sukhothai FC (T1)        | 2:2 n. V. (4:2 i. E.) | Pattaya United (T1)       |
| 1. Oktober 2017 um 18:00 Uhr | Muangthong United (T1)   | 2:1                   | Bangkok United (T1)       |
| 1. Oktober 2017 um 18:00 Uhr | Rayong FC (T2)           | 0:4                   | Chiangrai United (T1)     |

T1 = Thai League, T2 = Thai League 2, T3 = Thai League 3, T4 = Thai League 4

### Viertelfinale
| Datum                         |                           | Ergebnis |                         |
| ----------------------------- | ------------------------- | -------- | ----------------------- |
| 11. Oktober 2017 um 18:00 Uhr | Buriram United (T1)       | 0:2      | Muangthong United (T1)  |
| 11. Oktober 2017 um 18:00 Uhr | Air Force Central (T2)    | 0:1      | BEC Tero Sasana FC (T1) |
| 11. Oktober 2017 um 19:00 Uhr | Chiangrai United (T2)     | 4:1      | Ubon UMT United (T1)    |
| 11. Oktober 2017 um 19:30 Uhr | Ratchaburi Mitr Phol (T1) | 1:0      | Sukhothai FC (T1)       |

T1 = Thai League, T2 = Thai League 2, T3 = Thai League 3, T4 = Thai League 4

### Halbfinale
| Datum                         |                           | Ergebnis |                         |
| ----------------------------- | ------------------------- | -------- | ----------------------- |
| 4. November 2017 um 19:00 Uhr | Muangthong United (T1)    | 2:1      | BEC Tero Sasana FC (T1) |
| 4. November 2017 um 19:00 Uhr | Ratchaburi Mitr Phol (T1) | 0:1      | Chiangrai United (T1)   |

T1 = Thai League, T2 = Thai League 2, T3 = Thai League 3, T4 = Thai League 4

### Finale
| Datum                          |                        | Ergebnis |                       |
| ------------------------------ | ---------------------- | -------- | --------------------- |
| 22. November 2017 um 19:00 Uhr | Muangthong United (T1) | 2:0      | Chiangrai United (T1) |

#### Spielstatistik
| Paarung           | Muangthong United – Chiangrai United |
| Ergebnis          | 2:0 (1:0) |
| Datum             | 22. November 2017 um 19:00 Uhr |
| Stadion           | Suphachalasai Stadium, Bangkok |
| Zuschauer         | 16.788 |
| Schiedsrichter    | Siwakorn Phoo-udom |
| Tore              | 1:0 Peerapat Notchaiya (35.) 2:0 Teerasil Dangda (60.) |
| Muangthong United | Kawin Thamsatchanan – Peerapat Notchaiya, Theerathon Bunmathan, Naoaki Aoyama, Nukoolkit Krutyai – Sarach Yooyen (80. Ratchapol Nawanno), Lee Ho, Wattana Playnum – Heberty (90.+1' Leandro Assumpção), Teerasil Dangda , Adisak Kraisorn (72. Charyl Chappuis) Cheftrainer: Totchtawan Sripan                                      |
| Chiangrai United  | Chatchai Budprom – Atit Daosawang, Piyaphon Phanichakul, Pratum Chuthong , Everton, Suriya Singmui – Phitiwat Sukjitthammakul, Thitipan Puangchan (75. Shinnaphat Leeaoh), Sivakorn Tiatrakul (70. Chaiyawat Buran) – Rafael Coelho, Akarawin Sawasdee (84. Pathompol Charoenrattanapirom) Cheftrainer: Alexandre Gama ( Brasilien) |
| Gelbe Karten      | Nukoolkit Krutyai (14.), Sarach Yooyen (67.) – Everton Gonçalves (51.), Atit Daosawang (56.), Pratum Chuthong (76.), Phitiwat Sukjitthammakul (90.) |

#### Auswechselspieler
| Auswechselspieler | Auswechselspieler |
| --- | --- |
| Muangthong United | Chiangrai United |
| - Prasit Padungchok - Pitakpong Kulasuwan - Thossawat Limwannasathian - Ratchapol Nawanno (80.) ▲ - Sanukran Thinjom - Prakit Deeprom - Charyl Chappuis (72.) ▲ - Leandro Assumpção (90.+1) ▲ - Siroch Chatthong | - Nont Muangngam - Krissadee Prakobkong - Watcharin Nuengprakaew - Shinnaphat Leeaoh (75.) ▲ - Chaiyawat Buran (70.) ▲ - Pathompol Charoenrattanapirom (84.) ▲ - Thanawit Thanasasipat - Felipe Azevedo |

## Torschützenliste
| Platz | Spieler                       | Mannschaft           | Tore |
| ----- | ----------------------------- | -------------------- | ---- |
| 01.   | Teerasil Dangda               | Muangthong United    | 5    |
| 02.   | Kendall Jagdeosingh           | Ayutthaya United FC  | 4    |
| 02.   | Felipe Azevedo                | Chiangrai United     | 4    |
| 04.   | Vinicius Silva                | Kamphaengphet FC     | 3    |
| 04.   | Chaiyaphat Rattanathanangpong | Krung Thonburi FC    | 3    |
| 04.   | Sergio Suárez                 | Port FC              | 3    |
| 04.   | Thanakorn Niyomwan            | PTT Rayong FC        | 3    |
| 04.   | Montree Promsawat             | Ratchaburi Mitr Phol | 3    |
| 04.   | Leandro Assumpção             | Muangthong United    | 3    |